# Cry (canción)
«Cry» (en español: «Llorar») es una canción del álbum de Michael Jackson, Invincible. Es el segundo sencillo del álbum. Fue escrita por el cantautor R. Kelly, quien canta en los coros. Es una de las cinco canciones escritas por Kelly para Michael Jackson; las otras son «You Are Not Alone» y «One More Chance».

## Detalles de la canción
La canción fue el segundo sencillo del álbum, pero fue lanzado solo en Europa, Australia y Canadá. Llegó al TOP 40 de la mayoría de listas Europeas, llegando al puesto nº16 en Dinamarca y al puesto nº25 en Reino Unido.
"Cry", al igual que otras canciones conscientistas como "Earth Song", "Man in the Mirror" y "Heal the World", tienen un coro cantando fuertemente detrás de Michael, y un cambio al final de la canción, alzando la nota clave para crear intensidad.
Aunque pensada para lanzar en los Estados Unidos, especialmente en Nueva York, como ayuda para los ataques terroristas del 11 de septiembre, "Cry" fue remplazado por "Butterflies".

## Significado
La canción es melódica y suave combinando soul con R&B. Después del segundo coro, el sonido se vuelve más fuerte y pasa a gospel.
'Cry' habla de todos los problemas en el mundo, al igual que "Man in the Mirror","Earth Song" y "Heal The World." La canción sugiere que si todos nos ayudamos unos a los otros, podemos hacer un mundo mejor.

## Vídeo musical
El vídeo musical de «Cry» presenta a muchas personas agarrándose de las manos. Esto podría simbolizar la letra: If we all cry, at the same time tonight. (tra: Si todos lloramos, al mismo tiempo al anochecer). El vídeo musical fue dirigido por Nick Brandt quién dirigió los vídeos de "Childhood" y "Earth Song" para Michael. Michael en ese entonces se sentía molesto con SONY, porque le habían dado bajo presupuesto para la filmación del vídeo de Cry. Por ello, Jackson se negó a aparecer en el videoclip.

## Lista de pistas
| Sencillo en CD |                |                                                                  |          |  |
| N.º            | Título         | Escritor(es)                                                     | Duración |  |
| 1.             | «Cry»          | R. Kelly                                                         | 5:00     |  |
| 2.             | «Shout»        | M. Jackson/T. Rilley/C. Forbes/S. Hoskins/C. Lampson/R. Hamilton | 4:20     |  |
| 3.             | «Streetwalker» | M. Jackson                                                       | 5:49     |  |

| CD (The Anthems) (Promo sencillo) |                                     |               |          |  |
| N.º                               | Título                              | Escritor(es)  | Duración |  |
| 1.                                | «Cry» (Single Edit)                 | R. Kelly      | 4:26     |  |
| 2.                                | «Cry» (Álbum Versión)               | R. Kelly      | 5:00     |  |
| 3.                                | «The Lost Children» (Promo Edit)    |               | 3:22     |  |
| 4.                                | «Heal The World» (Edit)             |               | 5:28     |  |
| 5.                                | «Earth Song» (Edit)                 |               | 5:04     |  |
| 6.                                | «Man In The Mirror» (Álbum Versión) | Siedah Garret | 5:20     |  |